# シェローン・シンプソン
シェローン・シンプソン（Sherone Simpson、1984年8月12日 - ）は、ジャマイカの陸上競技選手。100m、200mを中心に短距離を得意とする選手である。2004年アテネオリンピックの金メダリスト。ジャマイカ中西部マンチェスター教区出身。

## 経歴
シンプソンは、2004年アテネオリンピックの4×100mリレーで金メダルを獲得。2005年のヘルシンキで行われた世界選手権の4×100mリレーでも銀メダルと、ジャマイカチームのリレーメンバーとして活躍していた。また、2006年のコモンウェルスゲームズでは、個人種目の200mで、アテネオリンピック金メダリストのベロニカ・キャンベルを破り金メダルを獲得している。
2008年北京オリンピックでは、まず100mに出場。決勝では、金メダルを獲得したシェリー＝アン・フレーザーに次いで、ケロン・スチュワートと並び銀メダルを獲得。ジャマイカ勢による表彰台独占を果たした。さらに、4×100mリレーにも出場し、金メダルが期待されたが、バトンパスに失敗し、メダル獲得はならなかった。
2013年6月のジャマイカ選手権のドーピング検査で禁止薬物に陽性反応を示し、2014年4月に18カ月の出場停止処分を受けた。

## 自己ベスト
- 100m - 10秒82 (2006年)
- 200m - 22秒00 (2006年)
- 400m - 51秒25 (2008年)

## 主な実績
| 年   | 大会                               | 場所                       | 種目         | 結果 | 記録   |
| ---- | ---------------------------------- | -------------------------- | ------------ | ---- | ------ |
| 2005 | 世界陸上選手権                     | ヘルシンキ(フィンランド)   | 100m         | 6位  | 11秒09 |
| 2005 | 世界陸上選手権                     | ヘルシンキ(フィンランド)   | 4×100mリレー | 2位  | 41秒99 |
| 2006 | コモンウェルスゲームズ             | メルボルン(オーストラリア) | 200m         | 1位  | 22秒59 |
| 2006 | コモンウェルスゲームズ             | メルボルン(オーストラリア) | 4×100mリレー | 1位  | 43秒10 |
| 2006 | IAAFワールドアスレチックファイナル | シュトゥットガルト(ドイツ) | 100m         | 1位  | 10秒89 |
| 2006 | IAAFワールドアスレチックファイナル | シュトゥットガルト(ドイツ) | 200m         | 2位  | 22秒22 |
| 2006 | IAAFワールドカップ                 | アテネ(ギリシャ)           | 100m         | 1位  | 10秒97 |
| 2006 | IAAFワールドカップ                 | アテネ(ギリシャ)           | 4×100mリレー | 1位  | 42秒26 |
| 2008 | オリンピック                       | 北京(中国)                 | 100m         | 2位  | 10秒98 |
| 2008 | オリンピック                       | 北京(中国)                 | 200m         | 6位  | 22秒36 |
| 2008 | オリンピック                       | 北京(中国)                 | 4×100mリレー | -    | DNF    |